# Kwas alginowy
Kwas alginowy – organiczny związek chemiczny z grupy polisacharydów, kopolimer kwasu mannuronowego i kwasu guluronowego, połączonych wiązaniem β-1,4-glikozydowym. Kolejność i długość bloków może być różna. Możliwe są również wystąpienia pojedynczych cząsteczek zamiast całych bloków.
Jest składnikiem ścian komórkowych wielu morskich glonów (głównie brunatnic).

## Zastosowanie
Kwas alginowy nie rozpuszcza się w wodzie, jednak bardzo dobrze ją wchłania, zwiększając przy tym swoją objętość. Potrafi zaabsorbować nawet do trzech razy więcej wody (wagowo) w stosunku do swojej własnej masy. Z tego powodu można go stosować jako środek zagęszczający czy osuszający.
Kwas alginowy i jego sole (alginiany) znalazły zastosowanie w przemyśle spożywczym. Kwas alginowy jest zarejestrowany jako dodatek do żywności pod numerem E400. Jako dodatek spełnia rolę emulgatora i zagęszczacza w produkcji lodów czy napojów.
Ponadto kwas ten używany jest jako środek żelujący, zarówno w produktach spożywczych (dżemy, galaretki, soki), jak i kosmetykach (żele pod prysznic, szampony, pasty do zębów, mydła).
Znalazł zastosowanie również w stomatologii jako masa wyciskowa i należy (razem z masą agarową) do mas elastycznych hydrokoloidowych.
Jest także wykorzystywany w przemyśle motoryzacyjnym do produkcji gumy oponowej. Zwiększa on elastyczność kauczuku i powoduje, że opona jest bardziej wytrzymała na oddziaływania środowiska.